# Wereldkampioenschappen moderne vijfkamp 2009
De wereldkampioenschappen moderne vijfkamp 2009 werden gehouden in Londen in het Verenigd Koninkrijk.

## Medailles

### Mannen
| Onderdeel   | Goud | Goud                                    | Zilver | Zilver                                       | Brons | Brons                                                       |
| ----------- | ---- | --------------------------------------- | ------ | -------------------------------------------- | ----- | ----------------------------------------------------------- |
| Individueel | HUN  | Ádám Marosi                             | CZE    | David Svoboda                                | UKR   | Dmytro Kirpulyanskyy                                        |
| Team        | HUN  | Ádám Marosi Róbert Németh Péter Tibolya | CZE    | David Svoboda Michal Michalík Ondřej Polívka | LTU   | Justinas Kinderis Edvinas Krungolcas Andrejus Zadneprovskis |
| Estafette   | CZE  | David Svoboda Ondřej Polívka            | RUS    | Semen Boertsev Sergej Karjakin               | EGY   | Amro el-Geziry Emad El-Geziry                               |

### Vrouwen
| Onderdeel   | Goud | Goud                                        | Zilver | Zilver                                     | Brons | Brons                                        |
| ----------- | ---- | ------------------------------------------- | ------ | ------------------------------------------ | ----- | -------------------------------------------- |
| Individueel | CHN  | Chen Qian                                   | LTU    | Laura Asadauskaitė                         | GER   | Lena Schöneborn                              |
| Team        | GER  | Lena Schöneborn Eva Trautmann Claudia Knack | GBR    | Heather Fell Mhairi Spence Freyja Prentice | HUN   | Sarolta Kovács Krisztina Cseh Leila Gyenesei |
| Estafette   | CZE  | Lucie Grolichová Natalie Dianová            | GER    | Lena Schöneborn Eva Trautmann              | POL   | Sylwia Czwojdzińska Paulina Boenisz          |

### Medaillespiegel
| Plaats | Land                | Goud | Zilver | Brons | Totaal |
| 1      | Tsjechië            | 2    | 2      | 0     | 4      |
| 2      | Hongarije           | 2    | 0      | 1     | 3      |
| 3      | Duitsland           | 1    | 1      | 1     | 3      |
| 4      | China               | 1    | 0      | 0     | 0      |
| 5      | Litouwen            | 0    | 1      | 1     | 2      |
| 6      | Verenigd Koninkrijk | 0    | 1      | 0     | 1      |
|        | Rusland             | 0    | 1      | 0     | 1      |
| 8      | Egypte              | 0    | 0      | 1     | 1      |
|        | Polen               | 0    | 0      | 1     | 1      |
|        | Oekraïne            | 0    | 0      | 1     | 1      |
| Totaal | Totaal              | 6    | 6      | 6     | 18     |